# 328 Gudrun
328 Gudrun là một tiểu hành tinh rất lớn ở vành đai chính. Nó được Max Wolf phát hiện ngày 18.3.1892 ở Heidelberg, và được đặt theo tên Gudrun trong thần thoại Bắc Âu.